# Рогачёв, Борис Иванович
Борис Иванович Рогачёв (1910 — ?) — звеньевой совхоза «Реконструкция» Михайловского района Волгоградской области, Герой Социалистического Труда (23.06.1966).

## Биография
С 1938 года работал трактористом в совхозе «Реконструкция» Михайловского района Волгоградской области.
Весной 1963 года организовал и возглавил первое в Поволжье механизированное звено с аккордно-премиальной системой оплаты труда. Это обеспечило более производительное использование техники (механизатор обрабатывал в 1,5—2 раза больше посевных площадей, чем раньше).
Первое время его звено специализировалось на выращивании кукурузы, затем перешло на полный севооборот.
В 1963 году, несмотря на засуху, его звено на площади 110 га получило по 29,8 ц сухого зерна кукурузы с гектара. В последующем урожайность составляла до 60 ц/га.

## Звания и награды
Герой Социалистического Труда (23.06.1966).